# Not in Kansas Anymore
Not in Kansas Anymore è il secondo album solista del violinista e cantante Robby Steinhardt, noto per la sua militanza nella rock band Kansas, pubblicato postumo nel novembre del 2021; vede la partecipazione di nomi noti del rock, tra cui Pat Travers e Ian Anderson.  

## Formazione
- Robby Steinhardt - voce, violino
- Tommy Carlton - chitarra
- Tony Franklin - basso
- Matt Brown - batteria

## Ospiti
- Ian Anderson - flauto
- Pat Travers - chitarra
- Steve Morse - chitarra
- Bobby Kimball - voce
- Patrick Moraz - tastiera

## Tracce
1. Tempest – 1:50
2. Truth to Earth – 3:54
3. Mother Earth – 5:38
4. Rise of the Phoenix – 5:26
5. The Phoenix – 4:13
6. Prelude – 2:07
7. Dust in the Wind – 5:46
8. Pizzicato – 2:41
9. Tuck Tuck – 6:19
10. Not in Kansas Anymore – 4:36
11. A Prayer for Peace – 3:21